# Sinka Zoltán Tibor
Sinka Zoltán Tibor (neve több kötetén Sinka Zoltán; Torda, 1925. február 19. – Kolozsvár, 2000. június 6.) erdélyi germanista, középiskolai tanár, egyetemi oktató, tankönyvíró.

## Életútja, munkássága
Segesváron és Besztercén tanult, a kolozsvári Unitárius Főgimnáziumban érettségizett (1943). Egyetemi tanulmányait a Ferenc József, a Pázmány Péter, valamint a Bolyai Tudományegyetemen folytatta, itt szerzett román–német–lélektan szakos tanári diplomát 1947-ben. A BBTE-n doktorált, doktori értekezésének témája az ószász és óangol szövegek ragozásának összehasonlítása.
1946–59 között az Unitárius Főgimnáziumban, illetve utódiskolájában, a Brassai Sámuel Líceumban, valamint Zilahon tanított. 1959-től a BBTE német tanszékén középkori német irodalmat és összehasonlító germanisztikát adott elő nyugdíjazásáig (1985). 1994-től vendégtanárként német irodalom kurzusokat tartott a BBTE-n és Marosvásárhelyen, a Dimitrie Cantemir Egyetemen.
Zilahi tanárkodása idején a volt Wesselényi Kollégium háború alatt feldúlt könyvtárát rendezve, ismeretlen Ady- és Csinszka-leveleket talált, amelyeket a nagyváradi Ady Múzeumban helyezett el. Felfedezéseit előbb a zilahi Szabadságban (1950), majd Ismeretlen levelek Adyhoz (Három Emil Isac-levél) címmel a Korunkban (1957/11) és Csinszka levele Ady Endre szüleihez címmel a NyIrK-ben (1971/2) közölte. Mittelhochdeutsche Dichtung im Kontext der Gesammteuropäischen Literatur c. tanulmánya a Studia Universitatis Babeş–Bolyai (Seria Philologia) hasábjain jelent meg (1971). Átdolgozásában 1961–1970 között mintegy húsz középiskolás német tankönyv jelent meg.

## Német nyelvi egyetemi tankönyvei
- Prelegeri de gramatică istorică şi comparată a limbilor germanice (1973);
- Curs practic de limba germană pentru Facultatea de Ştiinţe Economice (1975, 1977);
- Limba germană pentru studenţii Facultăţii de Drept (1976);
- Studii de germanistică. I–II. (1979, 1983); valamennyi a BBTE kiadásában.